# Cal Moreu
Cal Moreu és una obra de Caldes de Montbui (Vallès Oriental) protegida com a bé cultural d'interès local.

## Descripció
És un edifici unifamiliar entre mitgeres, amb un jardí a la part del darrere. Es pot distingir clarament dos volums, el primer de planta baixa i dos pisos, amb coberta inclinada de dues vessants, formada per teula aràbiga i el segon, tan sols de planta baixa, encara que el tancament de la terrassa sembla indicar que siguin dues plantes, amb coberta plana transitable (feta amb peces de ceràmica) a manera de terrassa. Té una estructura tradicional de gruixudes parets de càrrega i arcs de mig punt en la planta baixa, i forjats unidireccionals de bigues i biguetes de fusta.
L'alçat no presenta cap mena de simetria, però sí que hi ha un ordre establert, format per una sèrie de franges que tant verticalment com horitzontal donen unes pautes en la composició. L'alçat està dividit horitzontalment per una sèrie de petites cornises que marquen les diferents plantes. Les diverses plantes es distingeixen per la típica gradació de mides en alçada. L'edifici queda rematat per una petita cornisa i per la volada de les mateixes teules. Els acabats de la façana són arrebossats.
La casa és important pel seu interior i és una de les cases millor conservades de tot el nucli antic de Caldes. Caldria destacar principalment les grans arcades de mig punt de grosses dovelles que cobreixen la sala d'estar, menjador i rebedor. La magnífica finestra gòtica amb festejador. El gran finestral de la sala, amb una llinda de grans dimensions amb un escut esculpit a la pedra i amb una petita columna amb capitell esculpit. Caldria també esmentar la petita columna que hi ha a la sala d'estar i que es troba formant part d'una prestatgeria i la làpida que hi ha al costat del safareig en el jardí.

## Història
Era part de l'antiga casa pairal dels Sentmenat. Aquests varen tenir uns conflictes laborals i un dels mossos va encendre la casa, cremant-se quasi en la seva totalitat. La família passà a viure al davant on hi ha l'actual casa Sentmenat, en el carrer de Vic, cantonada carrer Bellit. Degut a la seva desgraciada situació, en digueren durant molt de temps a la vila de Caldes, la casa cremada. En Carles Moreu la comprà a en Josep Maria Germà, pare de la senyora de Can Sentmenat, i després de la guerra, els Moreu la varen arreglar, realitzant moltes obres. De les parets i runa en sortiren les arcades i alguns elements singulars, però d'altres com les dues finestres que donen al jardí, foren aprofitats d'altres cases de Caldes (Hostal de Cal Cesc), que es tiraren a terra, i que no es conservaren cap dels seus elements singulars amb valor històric i artístic. En els murs de maçoneria s'hi trobà una làpida molt antiga que per les seves inscripcions podia ser d'un mestre d'obra arquitecte, i un cap d'una escultura romana que s'exposarà al Museu d'Història.
L'edifici se situa al mig del nucli antic de la vila, en el carrer d'en Bellit, molt a la vora de l'antiga Plaça de Sant Bartomeu. Carrer documentat l'any 1480 i 1486. Es creu que la part baixa del carrer havia portat anteriorment el nom de carrer d'Oliver, ja que en aquell indret hi havia l'hostal d'Oliver, actual casa Flaqué. L'entorn presenta una gran heterogeneïtat, degut als constants canvis al llarg de la història.